# Język keapara
Język keapara, także: keopara, kerepunu, hula-aroma – język austronezyjski używany w Prowincji Centralnej w Papui-Nowej Gwinei. Według danych z 2000 roku posługuje się nim blisko 20 tys. osób.
Jego użytkownicy zamieszkują pas nadbrzeżny między Hood Point (na zachodzie) a Laloura na skraju zatoki Cheshunt (na wschodzie). Według Ethnologue dzieli się na dialekty: aroma (aloma, arona, galoma), babaga, kalo, kapari, keapara (keopara), lalaura, maopa, wanigela; tworzy sieć dialektów wraz z językiem hula. A. Pawley (1976) i T.E. Dutton (1976) zaliczają hula do dialektów keapara. Nie istnieje tradycyjna nazwa określająca wszystkie te dialekty, w pracach lingwistycznych występują terminy „keapara” i „hula-aroma”.
Wykazuje silne wpływy języków papuaskich.
Jest zapisywany alfabetem łacińskim.